# Maria Keller
Maria Keller-Siller (ur. 22 listopada 1893 w Hirtenbergu, zm. 24 czerwca 1990) – austriacka lekkoatletka specjalizująca się w sprintach, skoku wzwyż i skoku w dal.
Dziewięciokrotna mistrzyni kraju: w biegu na 100 metrów (1918, 1919 i 1921), skoku wzwyż (1918, 1919 i 1921) oraz skoku w dal (1918, 1919 i 1921).
23 maja 1919 uzyskała najlepszy wynik w historii w biegu na 60 metrów - 8,2.
Rekordzistka Austrii w biegu na 100 metrów (13,9 i 13,2 w 1918), skoku wzwyż (1,25 w 1917, 1,30 w 1918, 1,33 w 1918 oraz 1,39 w 1919) oraz skoku w dal (4,63 w 1918, 4,82 w 1919 i 5,12 w 1921).